# Миодраг Рогић
Миодраг Рогић (Београд, 1932—) српски је сликар и графичар и професор. Захваљујући свом ликовном изразу, постао једно од незаобилазних имена у српском сликарству и графици.
Члан је УЛУС-а. Добитник је бројних признања и награда за ликовно и књижевно стваралаштво. До сада је излагао не око тридесет самосталних изложби.

## Живот
У Београду је и стекао основно образовање. Први цртеже који је објавио као тринаестогодишњак у листу Дуга, касније га је определило да упише и заврши Ликовну академију у Београду.
Од 1961. до 1988. године радио је на Академији ликовних уметности Универзитета у Београду, као професор графике и у настави преносио богато искуство из свих графичких дисциплина многим генерацијама студената.
Иако је прешао осамдесету, Миодраг Рогић је и данас активан стваралац не само по броју реализованих изложби него и сезонама редовно испуњеним радом који управо тече у знаку графике, сликарства, писања монографија али и дигиталне штампе и ДВД презентација.
Миодраг Рогић је члан УЛУС-а од -. године. Живи и ствара у Београду, у статусу самосталног уметника.

## Уметнички рад
Миодраг Рогић је као уметник успешно одолео бројним „измима“ и катихетама београдске и српске ликовне сцене. Поштујући сопствени стил и начин сликарског изражавања које одише свежином, и без протетике, он понекад до краја није био схваћен и правилно тумачен, јер се од љубитеља сликарства који посећују његове изложбе тражи да поседују добро образовање и сензибилитет како би његова дела правилно спознали, схватили и тумачили.
Миодраг Рогић се у свом ликовном опусу са великим успехом бавио свим графичким дисциплинама и та своја искуства делио је са публиком и преносио као професор графике млађим генерацијама на Академији ликовних уметности у Београду.
| „ | Зато када једним погледом обухватимо цео Рогићев рад, можемо закључити да је по сензибилитету ближи графици него сликарству. У његовим графичким композицијама боја је само оплемењујући додатак графичкој површини у свом основном, елементарно хроматском облику. | ” |

Миодраг Рогић је по многим ликовним критичарима; „био и остао један од најистакнутијих актера београдског графичког круга који је дао значајан културни допринос послератном препороду графике, од педесетих наовамо.“
Већ готово једну деценију Миодраг Рогић се окренуо дигиталној штампи, једној од техника којом је релативизовао традиционални графички поступак искључујући из процес рада матрице и графичке пресе.
Поред сликања Миодраг Рогић се бави и књигама и видео или ДВД презентацијама. ДВД се у једној ствари поклапа са књигом цртежа-монографијом. Као што у књизи нема текста тако и у видео презентацији нема дијалога сем изванредно одабране музике у видео запису. „Све што можемо видети (у запису) је уметник у акцији пред платном у свом атељеу, у режији Дарка Штетина. Дакле, у Рогићевом случају опет сама суштина.“

## Награде
- Награда за графику и сликарство Октобарског салона Београд
- Октобарска награда града Београда,
- Монографија, Награда УЛУС-а,
- 1989. „Мртва природа“, Национална награда за графику „Велики печат“ Графичког колектива,[3]
- Награда за животни допринос графичкој уметности,
- „Политикина“ награда за ликовну уметност.[4]